# Парвиаинен, Ханну-Пекка
Ханну-Пекка Парвиаинен (HP) (фин. Hannu-Pekka Parviainen; 18 августа 1981, Сейняйоки, Финляндия) — финский сноубордист, шоу-мен и участник The Dudesons.
Парвиаинен родился в Сейняйоки. HP единственный из команды Дьюдсонов, кто окончил колледж. По образованию — учитель.
К The Dudesons присоединился последним, длительное время опасался серьёзных травм и всячески избегал опасных трюков. Однако впоследствии полноправно присоединился к коллективу и начал активно участвовать в съёмках.
Трижды ломал одну и ту же ногу во время съёмок.

## Фильмография

### Телевидение
- Мировой тур (Finnish, 2001—2003)
- Duudsoni Elämää (Finnish, 2004)
- The Dudesons (2006-)
- The Dudesons in America (2010)

### Кино
- The Dudesons Movie (2006)
- Bam Margera Presents: Where the ♯$&% Is Santa? (2008)
- Jackass 3D (2010)
- Jackass 3.5 (2011)